# Bidaczów Stary (gromada)
Bidaczów Stary – dawna gromada, czyli najmniejsza jednostka podziału terytorialnego Polskiej Rzeczypospolitej Ludowej w latach 1954–1972.
Gromady, z gromadzkimi radami narodowymi (GRN) jako organami władzy najniższego stopnia na wsi, funkcjonowały od reformy reorganizującej administrację wiejską przeprowadzonej jesienią 1954 do momentu ich zniesienia z dniem 1 stycznia 1973, tym samym wypierając organizację gminną w latach 1954–1972.
Gromadę Bidaczów Stary z siedzibą GRN w Bidaczowie Starym (w obecnym brzmieniu Stary Bidaczów) utworzono – jako jedną z 8759 gromad na obszarze Polski – w powiecie biłgorajskim w woj. lubelskim na mocy uchwały nr 6 WRN w Lublinie z dnia 5 października 1954. W skład jednostki weszły obszary dotychczasowych gromad Banachy, Bidaczów Stary, Łazory i Rogóźnia ze zniesionej gminy Sól w tymże powiecie. Dla gromady ustalono 12 członków gromadzkiej rady narodowej.
1 stycznia 1960 z gromady Bidaczów Stary wyłączono obszar leśny o powierzchni 1000 ha, włączając go do gromady Huta Plebańska w tymże powiecie, po czym gromadę Bidaczów Stary zniesiono, włączając jej (pozostały) obszar do gromad Sól (wsie Banachy i Bidaczów Stary oraz przysiółek Jachosze) i Harasiuki (wsie Łazory i Rogóźnia) w tymże powiecie.